# Tougan

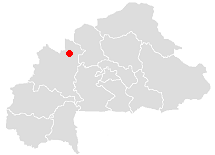
O mapa mostra a localização da cidade de Tougan em Burkina Faso.

Tougan é uma cidade burquinense, capital da província de Sourou. Em 2012, sua população estava próximo de 19 680 habitantes.